# فرهنگستان هنر و علوم آمریکا
فرهنگستان هنر و دانش آمریکا مرکز پژوهشی مستقلی در ایالات متحده است که به بررسی همه‌جانبه مسایل پیچیده و پیش روی در ارتباط با هنر و دانش در آمریکا و جهان می‌پردازد. اعضای انتخابی این فرهنگستان پیشروان هنر، تجارت، سیاست، ارتباط عمومی هستند.
جیمز بودوین و جان آدامز و جان هنکاک این فرهنگستان را در بوستون در هنگام انقلاب آمریکا بنیان نهادند. هدف آن‌ها از این کار، همانگونه که در شعار آن آمده: "پرورش هر هنر و دانشی که هدفش پیشرفت علاقه، افتخار، شرف، شادکامی مردمان آزاد و رها و بافضیلت باشد"، بود. این فرهنگستان مدت کوتاهی پس از تشکیل، اعضای مهم و سرشناسی چون بنجامین فرانکلین، جرج واشنگتن، توماس جفرسون، الکساندر همیلتون به دست آورد.
مقر کنونی این فرهنگستان در کمبریج، ماساچوست، است. این بنیاد از گردهمایی‌ها پشتیبانی می‌کند، برنامه‌های پژوهشی ترتیب می‌دهد، و فصلنامه دایدالوس را منتشر می‌کند. این آکادمی نزدیک ۴٬۰۰۰ عضو رسمی دارد به همراه ۶۰۰ عضو افتخاری خارجی. نزدیک به ۲۰۰ برنده جایزه نوبل عضو این فرهنگستان هستند.